# 타마모리 유타
타마모리 유타(일본어: 玉森 裕太, 1990년 3월 17일 ~ )는 일본의 가수, 배우이며, 남성 아이돌 그룹·Kis-My-Ft2의 멤버이다.
도쿄도 출신. STARTO ENTERTAINMENT 소속.

## 개요
2002년 12월 1일, 오디션에 합격하여 쟈니즈 사무소 입소. 동기로는 NEWS의 테고시 유야와, Hey! Say! JUMP의 야오토메 히카루 등이 있다.
2004년 J.J.Express 멤버로 선정되었으나 같은 해 탈퇴하였다.
2005년 A.B.C.의 동생뻘 되는 그룹 A.B.C.Jr. 2기 멤버로 선정되었으며, 같은 해 여름 결성 된 Kis-My-Ft2의 멤버로도 선정되었다.
2008년 3월 1일, 히노데 고등학교 졸업.
2011년 7월, TBS 「미남이시네요」로 드라마 첫 주연.
2011년 8월 10일, Kis-My-Ft2로서 〈Everybody Go〉로 CD 데뷔.
2013년 1월, TV 아사히 「노부나가의 셰프」로 단독 첫 주연. 같은 해 7월, TBS 「핀토코나」 주연을 맡는다.
2014년 4월, 후지 TV 「기묘한 이야기」에서 방송 된 「니트 족인 그와 귀여운 그녀」에 출연한다. 7월에는, 지난해 주연을 맡은 드라마 「노부나가의 셰프」 2기가 시작된다.
2015년 8월, 후지 TV 「정말로 있었던 무서운 이야기」의 「어디까지라도 따라갈게」에 출연. 10월, 일본 TV 「청춘 탐정 하루야~어른의 악을 용서하지 않아!~」에서 주연을 맡는다.
2015년 11월, 영화 「레인트리의 나라」로 영화 첫 주연을 맡는다.

## 출연

### 드라마
- 고쿠센 졸업 스페셜 (2009년 3월 28일, 닛폰 TV) - 타카스기 레이타 역
- 행복해지자 (2011년 4월 18일 ~ 6월 27일, 후지 TV) - 야나기사와 유지 역
- 미남이시네요 (2011년 7월 15일 ~ 9월 23일, TBS) - 주연(밴드 리더)·카츠라기 렌 역
- 최고의 인생을 마감하는 방법~엔딩 플래너~ 제1·2화 (2012년 1월 12일·19일, TBS) - 쿠라키 요이치로 역
- ATARU (2012년 4월 15일 ~ 6월 24일, TBS) - 에비나 쇼 역
- 노부나가의 셰프 (2013년 1월 11일 ~ 3월 15일, TV 아사히) - 주연·켄 역
- 핀토코나 (2013년 7월 18일 ~ 9월 19일, TBS) - 주연·카와무라 쿄노스케 역
- 기묘한 이야기 '14 봄 특별편 〈니트한 그와 큐트한 그녀〉 (2014년 4월 5일, 후지 TV) - 주연·아키타 마사유키 역
- 노부나가의 셰프 2 (2014년 7월 10일 ~ 9월 4일, TV 아사히) - 주연·켄 역
- 헤이세이 부사이쿠 샐러리맨 제1화 (2014년 10월 18일, 닛폰 TV) - 파쿠파쿠 제과 CM 탤런트 역
- 쩐의 전쟁 (2015년 1월 6일 ~ 3월 17일, 칸사이 TV) - 시라이시 코타로 역 (특별 출연)
- 진짜로 있었던 무서운 이야기 2015 〈어디까지라도 따라갈게〉 (2015년 8월 29일, 후지 TV) - 주연·스즈키 쇼타 역
- 청춘탐정 하루야 ~어른의 악을 용서하지 않아!~ (2015년 10월 15일 ~ 12월 24일, 요미우리 TV·닛폰 TV) - 주연·아사기 하루야 역
- 리버스 (2017년 4월 14일 ~ 6월 16일, TBS) - 아사미 코스케 역

### 영화
- 고쿠센 THE MOVIE (2009년 7월 11일, 토호) - 타카스기 레이타 역
- 극장판 사립 바카레아 고교 (2012년 10월 13일, 쇼게이트) - 마지마 켄지 역
- 극장판 ATARU THE FIRST LOVE & THE LAST KILL (2013년 9월 14일, 토호) - 에비나 쇼 역
- 레인트리의 나라 (2015년 11월 21일, 쇼게이트) - 주연·사키사카 노부유키 역

### 성우
- 영화 킹 오브 이집트 (2016년) - 주연ᆞ벡 역

### 버라이어티
- 더 소년구락부 (2003년 ~ , NHK BS 프리미엄)
- 갈릴레오 뇌연구 (2011년, TV 아사히)
- 갑자기! 황금전설. 1개월 1만엔 절약 생활 (2012년 6월, TV 아사히)
- 갑자기! 황금전설. 2012년 말 연예인 서바이벌 대상 6시간 스페셜 (2012년 12월, TV 아사히)

### 무대
- DREAM BOYS (2004년, 제국 극장)
- 타키자와 연무성 (2006년, 신바시 연무장)
- DREAM BOYS (2006년, 제국 극장)
- One! -the history of Tackey (2006년, 닛세이 극장)
- DREAM BOYS (2007년, 제국 극장)
- DREAM BOYS (2008년, 제국 극장)
- 신춘 타키자와 혁명 (2009년, 제국 극장)
- PLAYZONE '09~태양으로부터의 편지~ (2009년, 아오야마 극장) 주연·타마모리 유타 역
- 신춘 타키자와 혁명 (2010년, 제국 극장)
- 신춘 인생 혁명 (2010년, 제국 극장)
- 소년들~창살 없는 감옥~ (2010년, 닛세이 극장)
- DREAM BOYS (2012년, 제국 극장) 주연ᆞ유타 역
- DREAM BOYS JET (2013년, 제국 극장) 주연ᆞ콘도 마사히코 젊은시절 역
- DREAM BOYS (2014년, 제국 극장) 좌장ᆞ유타 역
- DREAM BOYS (2015년, 제국 극장) 좌장ᆞ유타 역
- DREAM BOYS (2016년, 제국 극장) 좌장ᆞ유타 역
- 쟈니스 올스타즈 아일랜드 (2016년 12월, 제국극장)

## 솔로곡
JASRAC 공식 사이트의 〈작품 데이터베이스 검색 서비스〉에 아티스트명 〈타마모리 유타〉로의 등록 내용을 토대로 기술.
- T SONG 1~CAN TRY~ (작사·작곡: h-wonder) JASRAC 작품 코드: 163-9574-3
- Only One… (3번째 Album "Kis-My-Journey" 수록곡) JASRAC 작품 코드: 2201-9909-1
- Crazy My Dream (무대 "DREAM BOYS" 솔로곡) JASRAC 작품 코드: 1G4-2944-7
- ALIVE (5번째 Album "I SCREAM" 수록곡) JASRAC 작품 코드: 5A1-2009-7
- Camellia (6번째 앨범 "MUSIC COLOSSEUM" 통상반 수록곡) JASRAC 작품 코드: 1K4-2349-1

## 수상력
- 2013년 제67회 일본 방송영화예술대상 우수신인상 『극장판 ATARU THE FIRST LOVE & THE LAST KILL』